# نزيه درزاوي
نزيه دروزة (1958 - 19 أبريل 2003) ولد بنابلس شمال الضفة الغربية هو مصور توفي بطلقة في الرأس من الجيش الإسرائيلي في نابلس بالضفة الغربية في 2003. وقد أرداه الجندي الإسرائيلي بطلقة مباشرة في الرأس أثناء عمله وأثناء ارتدائه للمعطف الأصفر المكتوب عليه أنه صحفي وقد تم تصوير الواقعة فيلمياً بواسطة ثلاثة صحفيون مختلفون. ولم يتم عقاب الجندي المسؤول.

## إنظر أيضاً
- قائمة الاغتيالات في الصراع العربي - الإسرائيلي